# Банкир, Имоджен
Имоджен Банкир (англ. Imogen Bankier, род. 18 ноября 1987 года) — шотландская бадминтонистка. Банкир начала заниматься бадминтоном в возрасте 9 лет и с тех пор становилась национальным чемпионом в каждой возрастной категории. На чемпионате мира 2011 года в Лондоне она завоевала серебряную медаль в смешанной паре, а на чемпионате Европы 2012 года бронзовую медаль.

## Биография
Банкир начала заниматься бадминтоном в возрасте 9 лет. Она становилась национальной чемпионкой в парных соревнованиях и в миксте в категориях до 17, 19, 21 и 23 лет, а также выигрывала различные международные соревнования в паре. Всего она завоевала 8 шотландских титулов — три в женской паре и пять в смешанной.
В 2008 году она приняла участие в чемпионате Европы по бадминтону в Дании, где проиграла в четвертьфинале английской паре. На Играх Содружества 2010 года она вновь проиграла в четвертьфинале английской паре.
30 мая 2012 года она и её партнёр Крис Эдкок были выбраны для участия на летних Олимпийских играх 2012 года в Лондоне от Великобритании. Однако на Играх она с партнёром неожиданно для всех проиграли уже в первом раунде. 30 октября 2012 года она покинула тренировочную группу Великобритании, заявив: «Программа Великобритании ориентирована на долгосрочное развитие системы британского бадминтона, но я не верю, что обстановка и программа в Милтон Кейнс лучший путь вперед для меня участия в Рио в 2016 году». Она также покинула своего напарника по миксту. После ухода она решил продолжить тренировки в федерации бадминтона Шотландии, чтобы подготовиться к Играм Содружества 2014 года, проходящих в её родном городе Глазго. На играх она заняла третье место.
Её последними партнёрами стали Скотт Роберт Блэр в миксте и болгарка Петя Недельчева в дабле.
В феврале 2015 года, выиграв чемпионат Шотландии в дабле и в миксте, она заявила, что не будет участвовать в квалификационном турнире для участие в летних Олимпийских играх 2016 года, так как она не может найти партнёра, с которым бы ей нравилось играть. Она также заявила, что планирует начать работать в бизнесе своего отца Glenkeir Whiskies.
В 2016 году Имоджен выиграла свой 10 национальный чемпионат в миксте.